# Mount Dixon
Mount Dixon är en bergstopp i Heard- och McDonaldöarna (Australien). Mount Dixon ligger på Laurens Peninsula på ön Heard Island.
Polarklimat råder i trakten. Årsmedeltemperaturen i trakten är −6 °C. Den varmaste månaden är februari, då medeltemperaturen är −1 °C, och den kallaste är augusti, med −10 °C.